# Le Sang du damné
Pour plus de détails, voir Fiche technique et Distribution.
Le Sang du damné (五匹の紳士, Gohiki no shinshi) est un film japonais réalisé par Hideo Gosha, sorti en 1966.

## Fiche technique
Sauf indication contraire, les informations mentionnées dans cette section peuvent être confirmées par la base de données cinématographiques IMDb,  présente dans la section « Liens externes ».
- Titre original : 五匹の紳士 (Gohiki no shinshi?)
- Titre français : Le Sang du damné
- Réalisation : Hideo Gosha
- Scénario : Yasuko Ōno (ja) et Hideo Gosha
- Direction artistique : Tatsuya Irino
- Photographie : Tadashi Sakai
- Montage : Kimi Kamishima
- Musique : Masaru Satō
- Pays de production :  Japon
- Langue originale : japonais
- Format : noir et blanc - 2,35:1 - son mono
- Genre : action, policier
- Durée : 92 minutes (métrage : sept bobines - 2 452 m[1])
- Date de sortie :
  - Japon : 15 janvier 1966[1]

## Distribution
- Tatsuya Nakadai : Oida
- Kaneko Iwasaki (ja) : Utako
- Mikijirō Hira
- Kunie Tanaka
- Hisashi Igawa
- Ichirō Nakatani
- Miyuki Kuwano
- Atsuko Kawaguchi (ja)
- Yukari Uehara (ja)
- Hideyo Amamoto
- Toshie Kimura (ja)